# Xestia rosifunda
Xestia rosifunda là một loài bướm đêm trong họ Noctuidae.